# Standardpistol
Standardpistol är en sportskyttegren som skjuts med pistol med kaliber .22 LR, i likhet med grenarna sportpistol och snabbpistol. Tävling i standardpistol omfattar 12 st 5-skottsserier mot internationell precisionstavla på 25 meters avstånd. Skyttet sker i 3 delmoment där fyra serier skjuts på 150 sekunder, fyra på 20 sekunder och fyra på 10 sekunder. Varje delmoment ger max 200 poäng så totalt kan man max få 600 poäng. Grenen har VM-status d.v.s förekommer vid världsmästerskapstävlingar i skytte.